# Har Nof

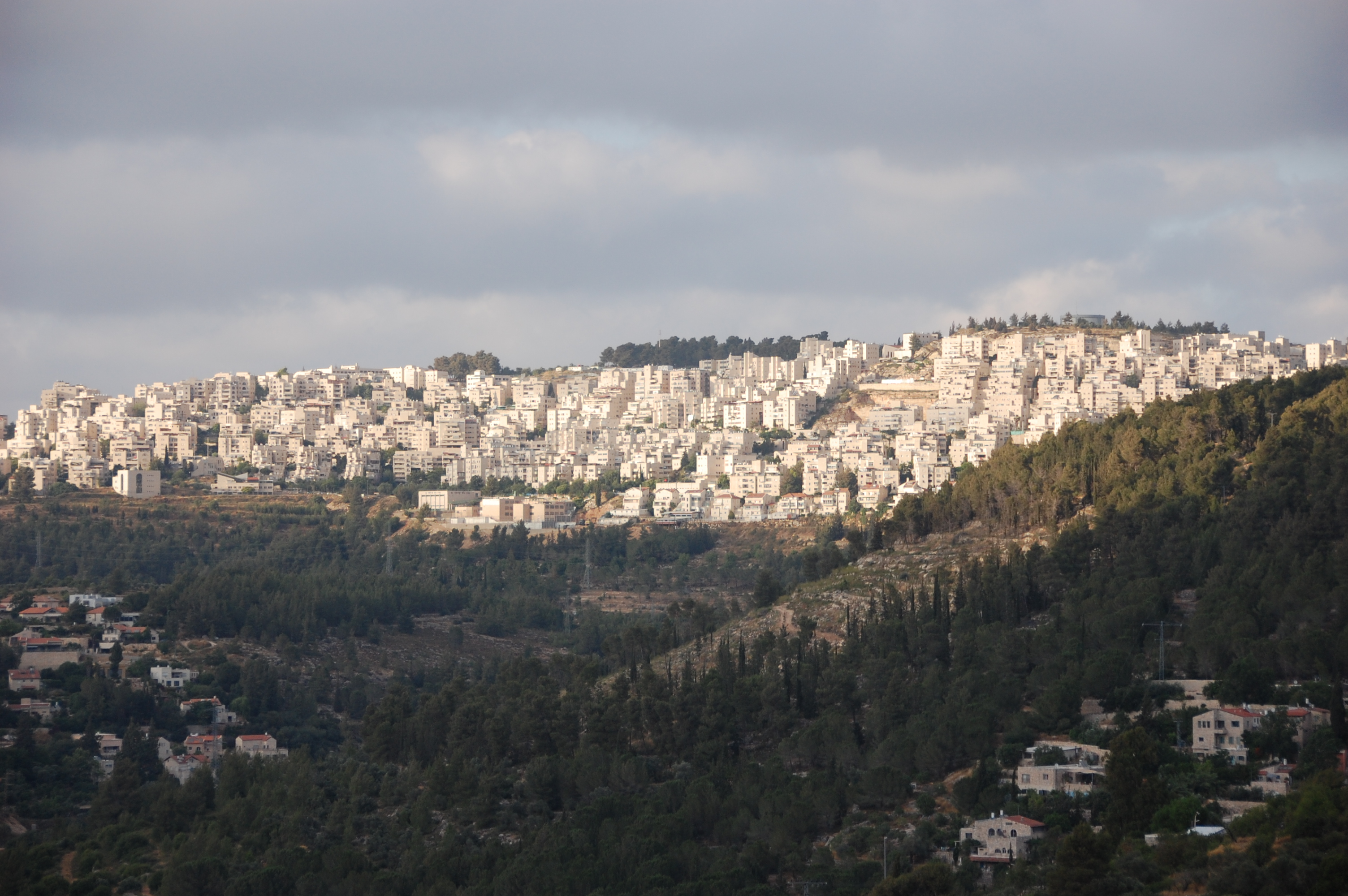
Har Nof

Har Nof (hebräisch הַר נוֹף ‚Aussichtsberg‘) ist ein Stadtteil von Jerusalem auf einem Hügel an der westlichen Grenze mit über 20.000 Einwohnern.

## Geographie

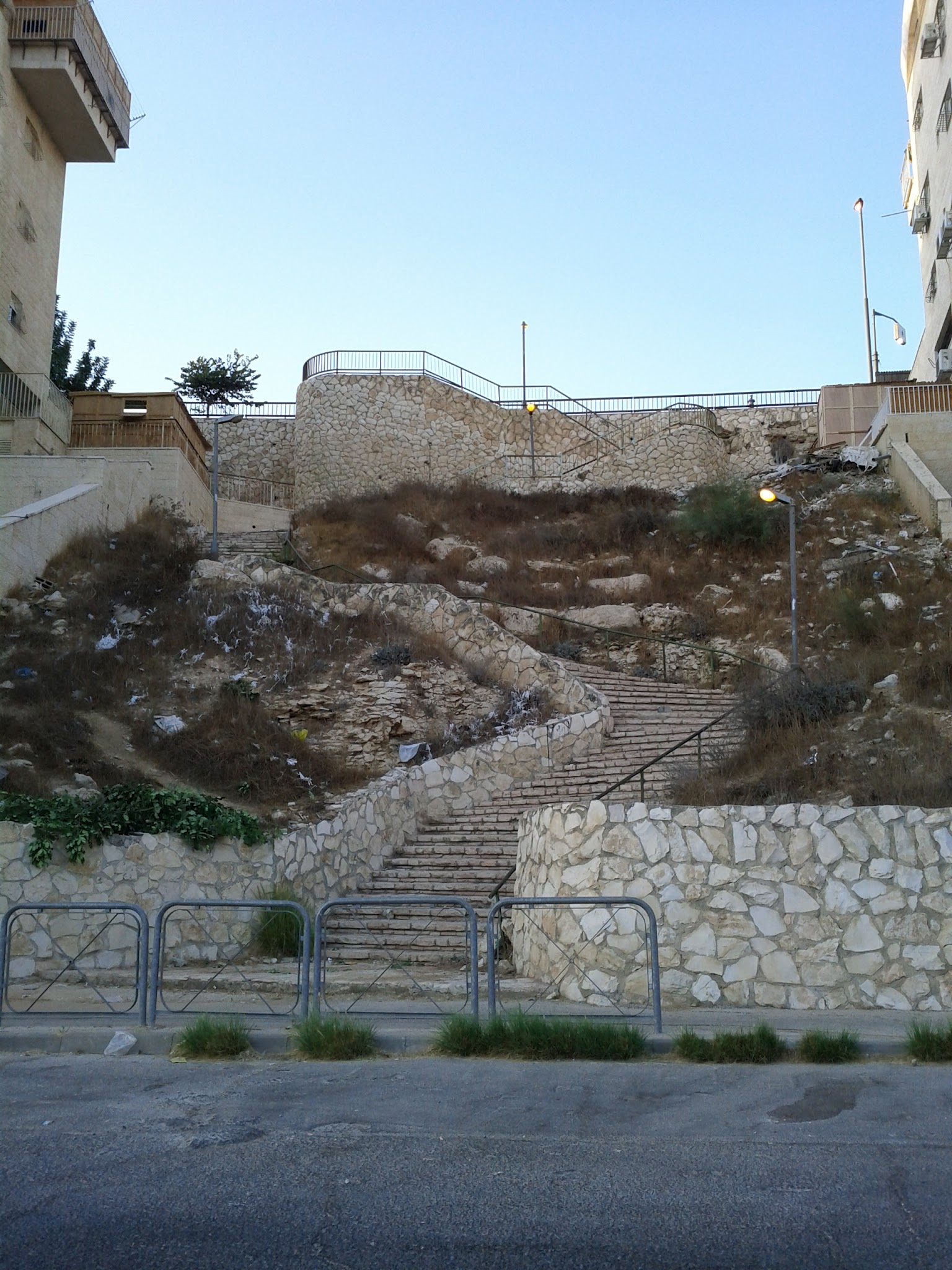
Treppenaufgang in Har Nof

Har Nof ist eine Terrassensiedlung an den Flanken eines 813 Meter hohen Berges gleichen Namens im Judäischen Bergland. Aufgrund der Hanglage haben viele der mehrstöckigen Apartmentgebäude zwei Eingänge, einen für die unteren und einen für die oberen Stockwerke an der gegenüberliegenden Seite. Einige der Straßen sind durch lange Treppenaufgänge miteinander verbunden. Unterhalb des Berges liegt der Yaʿar Jeruschalayim, ein 1200 km² großer Wald, der in den 1950er Jahren angepflanzt wurde.

## Geschichte
In talmudischen Zeiten war Har Nof eine landwirtschaftliche Siedlung. So wurden Reste antiker Weinpressen, Bauernhäuser und Weinterrassen aus der Zeit vor 1500 Jahren am Stadtrand von Har Nof ausgegraben. Die ersten Häuser im modernen Har Nof wurden in den frühen 1980er Jahren gebaut.

## Einwohner
Die Mehrheit der Bewohner besteht aus orthodoxen Juden, aus Charedim und Dati'im. Viele Bewohner sind erst vor kurzem eingewandert. Es sind englisch-, französisch- und spanischsprachige Einwanderer. Auch Chassidim aus den polnischen Städten Góra Kalwaria (Ger) und Wyschnyzja leben dort, darunter auch Sephardim und Misrachim. Der ehemalige sephardische Oberrabbiner und Führer der Schas-Partei, Rabbi Ovadja Josef, lebte auch in Har Nof.
Geistlicher der aschkenasischen Charedim in Har Nof ist Rabbi Moishe Sternbuch (משה שטרנבוך), während der Bostoner Rabbiner Mayer Alter Horowitz (הרב מאיר אלתר הורוביץ) Geistlicher der Givʿat Pinchas (The Boston Shul) ist.
Rabbiner Beryl Gershenfeld ist der Leiter der Jeschivah Machon Yaʿaqov und Machon Schlomo in Har Nof. Rabbiner Yitzchak Mordechai Rubin ist Geistlicher der Qehillat Bnei Tora.

## Synagogen und öffentliche Einrichtungen

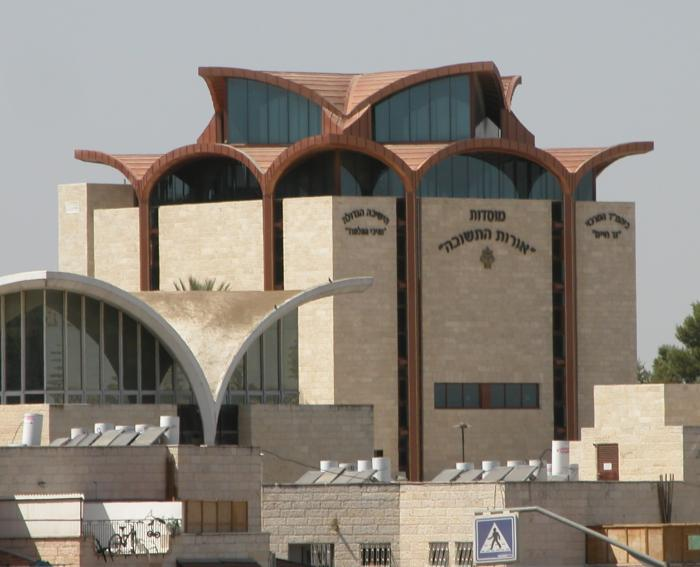
Orot Ha-Tschuva Studienhalle in Har Nof

Har Nof hat viele Synagogen, Jeschivot und Einrichtungen zwecks Studium der Tora, wie:
- Central Synagogue Imrei Shefer
- Heichal HaTorah
- Yeshiva Pachad Yitzchok
- Machon Shlomo
- Yeshivat Lev Aharon
- Machon Yaʿakov
- Campus der Newe Yeruschalayim
- Campus der Scheʿarim College of Jewish Studies für Frauen und Mädchen[3]

## Anschlag am 18. November 2014
Am 18. November 2014 drangen zwei miteinander verwandte palästinensische Jugendliche während des Gottesdienstes in die Kehilat-Bnei-Torah-Synagoge in der Shimon Agassi Street ein. Sie waren mit Äxten, Messern und Pistolen bewaffnet und töteten vier Juden beim Morgengebet (Schacharit). Acht weitere Juden, darunter auch zwei israelische Polizisten, wurden verletzt. Die Toten hatten alle doppelte Staatsangehörigkeiten; außer der israelischen hatten drei der Getöteten die US-amerikanische und einer die britische Staatsangehörigkeit. Der deutsche Bundesaußenminister Frank-Walter Steinmeier nannte den Anschlag eine „[…] Grenzüberschreitung in einer ohnehin extrem angespannten Lage […]“ Der palästinensische Präsident Mahmud Abbas verurteilte den Anschlag umgehend. Die Volksfront zur Befreiung Palästinas (PFLP) hingegen übernahm die Verantwortung für den Angriff und pries ihn als „eine Form des Widerstands, der verstärkt werden sollte“, und man müsse „gemeinsam Widerstand gegen die [israelische] Besatzung“ leisten. Der Sprecher der Terrororganisation Hamas Muschir al-Masri nannte die Tat einen „heroischen Akt“ und sprach von einer „natürlichen Reaktion“. Die Tat sei die Rache für die „Hinrichtung“ eines arabischen Busfahrers, der einige Tage zuvor in einem Omnibus erhängt aufgefunden worden war.
Israels Ministerpräsident Benjamin Netanjahu kündigte an, „mit harter Hand auf den grausamen Mord an Juden reagieren“ zu wollen, und warf Palästinenserpräsident Mahmud Abbas vor, für den Anschlag mitverantwortlich zu sein. Er nannte den Anschlag „das direkte Ergebnis der Hetze von Hamas und Abu Masen“.